# Vainu (Sauga)
Vainu – wieś w Estonii, w prowincji Parnawa, w gminie Sauga.